# ОШ „Вук Караџић” Ћуприја
ОШ „Вук Караџић” у Ћуприји је једна од установа основног образовања на територији општине Ћуприја.
По покретању иницијативе да се подигне зграда друге основне школе у Ћуприји, Министарство грађевина је донело одобрење 31. марта 1933. године. Због несређених имовинских односа измењена је локација па је зграда, тада названа Основна школа „Престолонаследника Петра Другог”, подигнута у улици Краља Александра бр. 92, односно на садашњем месту.
Школска зграда је изграђена у класичном стилу тадашње архитектонске естетике са полукружним аркадама на фасади и са високим таваницама према захтевима ондашњих норматива. По завршетку у згради се нису уселили основци већ ученици осморазредне Гимназије. Основци се усељавају после Другог светског рата.
Проширење школског простора у духу нове архитектонске концепције, без довољно бриге о стилској повезаности објекта, извршено је 1959. године. Још једно проширење школског простора извршено је 1969. године, изградњом засебног архитектонског објекта павиљонског типа у дворишту школе. Године 1970. бетонирано је школско двориште и фискултурни терен.
Данашњи назив школа носи од 1963. године.
У саставу ове установе, постоје четири подручна одељења: осморазредна школа у селу Kрушару и три четвороразредне у селу Исакову, Батинцу и Влашкој. Простире се на више од 3000m², располаже са 50 одељења, 840 ученика и 75 запослених радника. Има сопствену зубну ординацију, спољни спортски терен и две просторије специјализоване за спорт. Оно што школу издваја од других то је да поседује и специјално одељење за децу која су лако и вишеструко ометена у развоју. Овде се по посебном програму подучавају деца са вишеструким манама.